# Байдо, Артур Евгеньевич
Артур Евгеньевич Байдо (род. 26 апреля 1974 года; Ташкент, Узбекская ССР, СССР) — российский композитор, аранжировщик, саунд-продюсер, музыкальный руководитель, автор текстов, креэйтор. Член союза композиторов России.

## Биография
Родился 26 апреля 1974 года в Ташкенте. Окончил Ташкентское государственное музыкальное училище по классу джазового фортепиано в 1993 году, затем поступил на композиторский факультет Ташкентской государственной консерватории, где обучался в классе профессора Ф. М. Янов-Яновского. В период с 1995 по 1999 год, во время обучения в консерватории, работал музыкальным руководителем и композитором в театре «Ильхом», где создал музыкальное оформление для спектакля «Носороги» по пьесе Э. Ионеско и принимал участие в фестивале «Ilkhom». После окончания консерватории в 1998 году переехал в Москву. С 1999 по 2004 год работал композитором и аранжировщиком в холдинге RMG (ЗАО «Граммофон-реклама», «Русское радио»). В 2002 году начал сотрудничество с продюсерской компанией «Центум», где работал музыкальным руководителем и поэтом-переводчиком мюзикла «WE WILL ROCK YOU». В том же году получил Гран-при на международном фестивале «UniversalеTalent 2002» за лучшую песню. В 2003 году стал финалистом фестиваля «Песня года» и был отмечен дипломом как автор текстов. С 2006 года сотрудничал с компанией «Stage Entertainment» в качестве аранжировщика и саунд-продюсера. С 2007 года работал педагогом в Московском Государственном Университете Управления и компании RMA на кафедре «Менеджемент в шоубизнесе». С 2008 года занимается музыкальными постановками в качестве композитора, аранжировщика и саунд-продюсера.

## Творчество
| Постановка                                                            | Работа                                                          |
| --------------------------------------------------------------------- | --------------------------------------------------------------- |
| «Летят журавли» музыкальная драма (2025), Иркутский музыкальный театр | Композитор, аранжировщик, музыкальный продакшн.                 |
| «Орёл и Ворон» рок-опера (2023), Красноярский музыкальный театр       | Композитор, аранжировщик и музыкальный продакшн.                |
| «Бой с Тенью» мюзикл (2024), Красноярский музыкальный театр           | Композитор, аранжировщик и музыкальный продакшн.                |
| «ВИЙ» мюзикл (2020), STAIRWAY Creative Lab                            | Композитор, аранжировщик, автор текстов и музыкальный продакшн. |
| «Огонёк-огниво» (2021), анимационный фильм компании «Вверх»           | Композитор, аранжировщик, автор текстов и музыкальный продакшн. |
| «Маугли» мюзикл (2023), Санкт-Петербургский театр эстрады             | Аранжировщик, музыкальный продакшн.                             |
| «Мамма мимо! Или Мюзикл пошёл не так» (2024), Москва-Бродвей          | Аранжировщик, музыкальный продакшн и крейтор.                   |
| «We Will Rock You» мюзикл (2004), компания «Центум»                   | Музыкальный руководитель и поэт-переводчик.                     |
| «Сильва» оперетта (2020), Свердловский театр музкомедии               | Оркестровка и аранжировщик.                                     |
| «Ничего не бойся, я с тобой» мюзикл, компания Бродвей-Москва          | Аранжировщик и музыкальный продакшн.                            |
| «Винил» мюзикл (Dream Art Production)                                 | Аранжировщик, музыкальный продакшн.                             |
| «Три мушкетера» ледовое шоу, Stage Entertainment Russia               | Аранжировщик, музыкальный продакшн и саунд продюсирование.      |
| «Три мушкетёра» мюзикл (Театр у Никитских ворот)                      | Аранжировщик и музыкальный продакшн.                            |
| «Аладдин и Повелитель Огня» ледовое шоу, Stage Entertainment Russia   | Аранжировщик, музыкальный продакшн и саундпродюсирование.       |
| «Синдбад и принцесса Анна» ледовое шоу, Stage Entertainment Russia    | Аранжировщик, музыкальный продакшн и саундпродюсирование.       |
| «Алые паруса» мюзикл (2013), Русский мюзикл (Москва)                  | Аранжировщик, музыкальный продакш и саундпродюсирование.        |
| «Последняя сказка» мюзикл Бродвей-Москва                              | Аранжировщик.                                                   |
| «Люкоморье» мюзикл, ПЦ «Триумф»                                       | Аранжировщик, музыкальный продакшн и саундпродюсирование.       |
| «Остров сокровищ» мюзикл, ПЦ «Триумф»                                 | Аранжировщик, музыкальный и саундпродюсирование.                |
| «Золушка» мюзикл, Stage Entertainment Russia                          | Аранжировщик, музыкальный продакшн и саунд программирование.    |
| «Мастер и Маргарита» мюзикл, Санкт-Петербург                          | Аранжировщик.                                                   |
| «Акбузат» мюзикл                                                      | Аранжировщик.                                                   |
| «Сон в летнюю ночь», шоу «Москвариум»                                 | Аранжировщик.                                                   |
| «Вокруг света за Новый Год», шоу «Москвариум»                         | Аранжировщик.                                                   |
| «КЛУБ» сериал, MTV-Russia                                             | Композитор, аранжировщик, автор текстов и саунд-продюсер.       |
| «Обыкновенное чудо» мюзикл, Театр «Самарт»                            | Аранжировщик.                                                   |
| «Джумео» мюзикл                                                       | Композитор и аранжировщик.                                      |
| «Стиляги» мюзикл                                                      | Аранжировщик и музыкальный продакшн.                            |

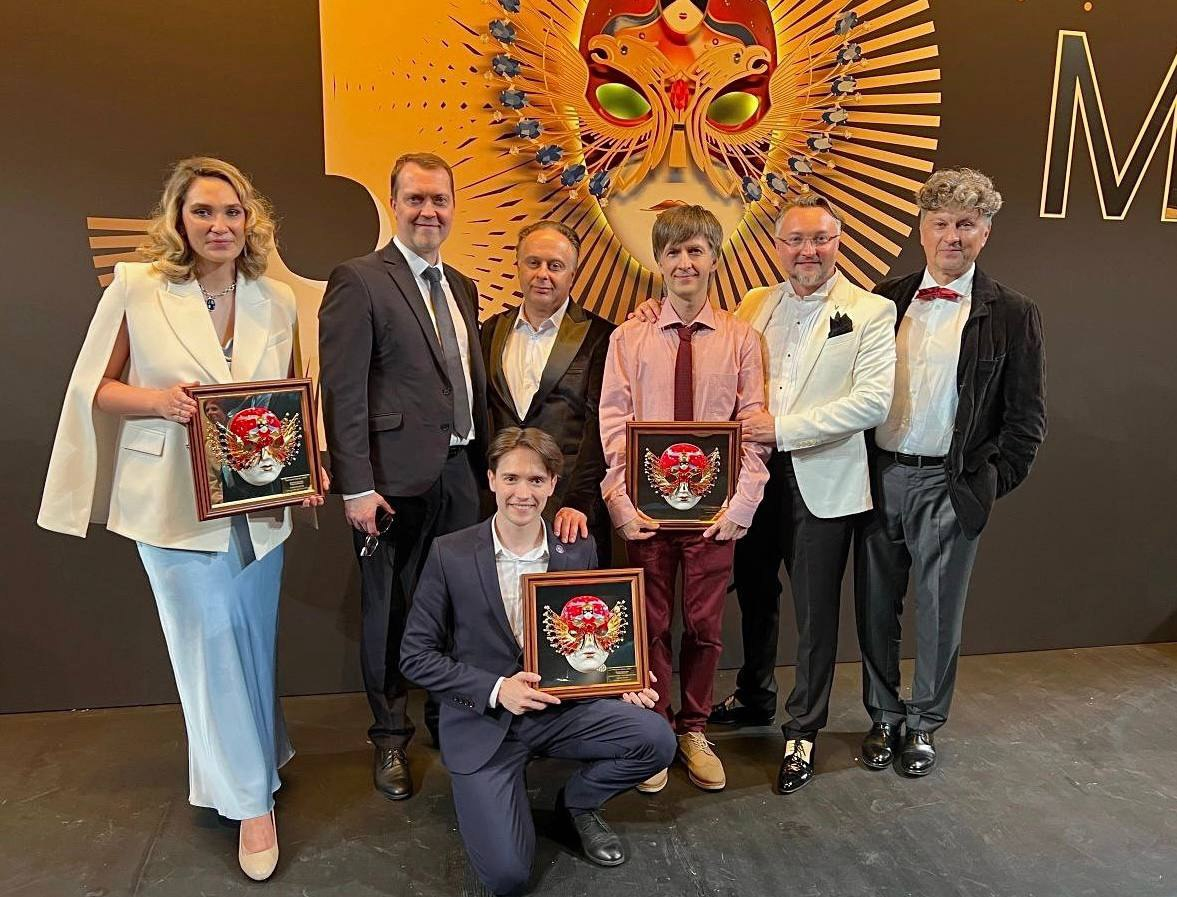
Артур Байдо с гостями и участниками после церемонии вручения премии Золотая маска (2024-06-24)

В сфере музыкального оформления композитор работал над показами мод Валентина Юдашкина (2009—2021 годы), сериалом «Клуб» (MTV), кинофестивалями «Зеркало» имени Тарковского и «Ника-2010», создавал джинглы и рекламные ролики для радиостанций «Русское Радио», «Радио Попса», «ЖАРА FM» и других, а также над праздничными мероприятиями ко Дню города Москвы в 2009—2011 годах. В числе артистов, с которыми сотрудничал Байдо: группы «Чай вдвоём» и «Ялла», исполнители Марина Хлебникова, Варвара, DJ Pilligrim, Пелагея, Настя Задорожная, Dino MC47, Лигалайз, группа «Бархат», Дато Худжадзе, Александр Маршал, Артём Артемьев, Катя Лель, Юля Савичева, Дмитрий Колдун, Ромади, Валерий Леонтьев, Хор Турецкого, Ансамбль имени Александрова и т.д.

## Признание

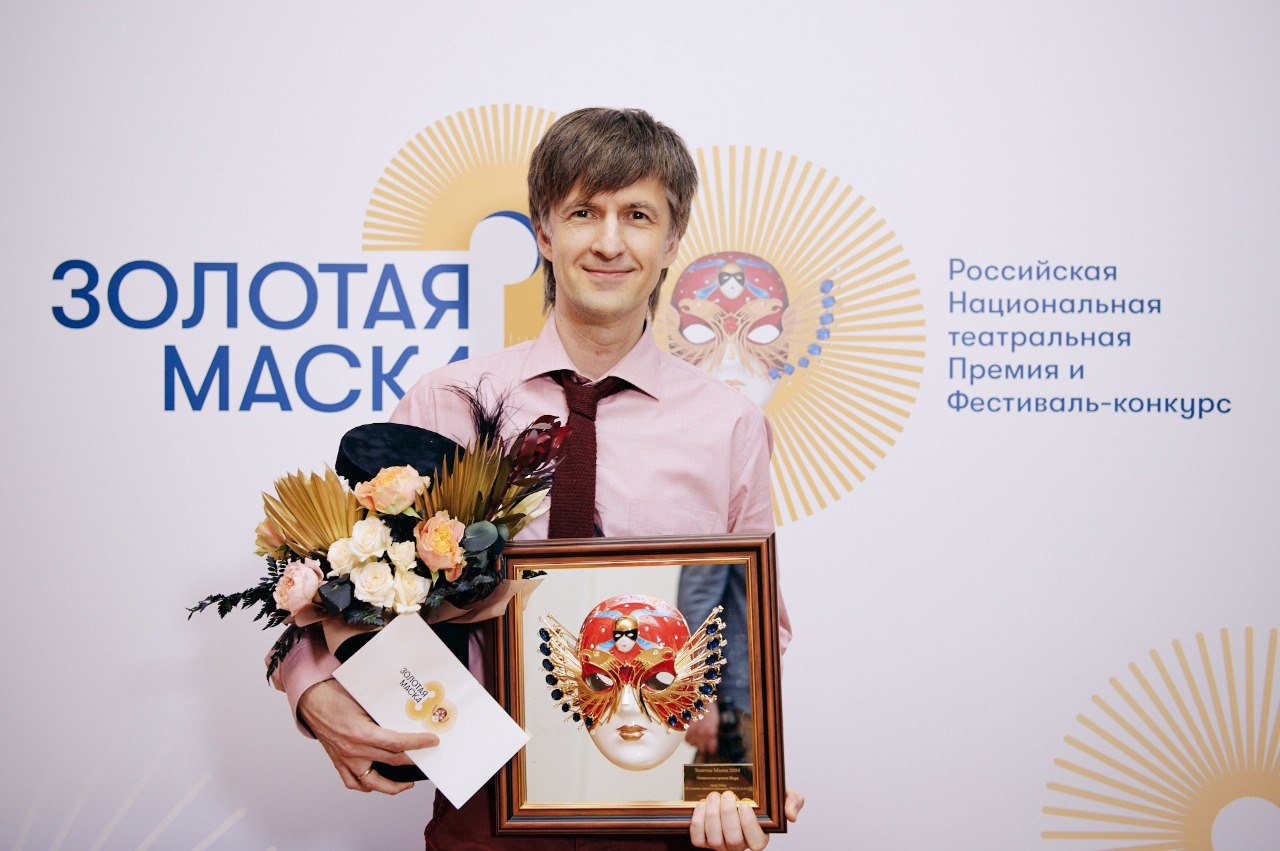
Артур Байдо после церемонии вручения премии Золотая маска (2024-06-24)

- Гран-при международного фестиваля «UniverseTalent PRAGUE 2002» за лучшую композицию[1].
- Гран-при фестиваля «На благо мира» за музыку к анимационному фильму «Огонёк-огниво» (2021)[25].
- Лауреат премии «Звезда Театрала» в номинации «Лучший музыкальный спектакль» за мюзикл «Вий» в составе команды «Creative lab Stairway» (2020)[26][27][28].
- Лауреат премии «Музыкальное сердце театра» в номинации «Лучшая оркестровка (аранжировщик)» за мюзикл «Маугли», Театр Эстрады, Санкт-Петербург (2023)[29][30][13].
- Награждён специальной премией жюри на ХХХ церемонии вручения Премии «Золотая Маска» — «За создание музыки к спектаклю „Орел и ворон“» (2024)[31][32][33].
- Лауреат премии «Музыкальное сердце театра» в номинации «Лучшая музыка (композитор)» (2024)[34][35].